# Mircea Snegur
Mircea Ion Snegur (moldavskou cyrilicí Мирча Йон Снегур, rusky Мирча Иванович Снегур; 17. ledna 1940, Trifănești, Rumunské království, dnes Moldavsko – 13. září 2023, Kišiněv, Moldavsko) byl moldavský politik, v letech 1990 až 1997 byl prvním prezidentеm Moldavska.

## Životopis
Mircea Snegur vystudoval Kišiněvský zemědělský institut, obor agronomie. Po skončení studií v roce 1961 pracoval jako agronom v kolchozu Lunga, kde se později stal předsedou. Roku 1964 vstoupil do Komunistické strany Sovětského svazu. V letech 1968 až 1981 zastával post ředitele v několika zemědělských výzkumných ústavech. Od roku 1981 působil ve vysokých stranických funkcích, od roku 1985 tajemník Ústředního výboru Komunistické strany Moldávie, od července 1989 předseda Prezidia Nejvyššího sovětu Moldavské SSR, od dubna do září 1990 předseda Nejvyššího sovětu Moldavské SSR. V červnu 1990 vystoupil z KSSS.
Na konci roku 1990 byl zvolen prezidentem Moldavské SSR, ve volbě neměl žádného protikandidáta. Po rozpadu Sovětského svazu v roce 1991 byl zvolen prvním prezidentem nezávislého Moldavska. Nepodporoval snahu o okamžité připojení země k Rumunsku, které požadovala tehdejší nejsilnější politická strana v zemi Lidová fronta, ale tvrdě se stavěl proti pokusům menšin v Podněstří a Gagauzsku získat autonomii, což vedlo roku 1992 k ozbrojenému konfliktu, který si vyžádal asi tisíc obětí. Během konfliktu Moldavsko zcela ztratilo kontrolu nad oběma regiony, kde byly jednostranně vyhlášeny samostatné republiky. Po více než dvouletém jednání gagauzské vedení souhlasilo pod podmínkou široké autonomie s opětovným vstupem do Moldavské republiky, problém Podněsterské moldavské republiky se nepodařilo vyřešit.
Během Snegurova funkčního období samostatné Moldavsko získalo mezinárodní uznání, stalo se členem OSN a více než 40 mezinárodních organizací. Ekonomická transformace však přinesla silný pokles výroby, vysokou nezaměstnanost a katastrofální snížení životní úrovně, což vedlo k silné emigrační vlně. Moldavsko se stalo v přepočtu HDP na hlavu nejchudší zemí v Evropě.
V prezidentských volbách na konci roku 1996 zvítězil Snegur v prvním kole se ziskem 38,7 % hlasů. Ve druhém kole jej porazil Petru Lucinschi.
Mircea Snegur byl nadále politicky aktivní, od roku 1995 byl předsedou Strany obrody.

## Vyznamenání
- Řád odznaku cti – Sovětský svaz, 1966
- Medaile Za pracovní udatnost – Sovětský svaz, 1976
- Řád republiky – Moldavsko, 17. ledna 2000[1]
- komtur Řádu za zásluhy Litvy – Litva, 18. ledna 2007